# Dérföld
Dérföld (1899-ig Dörfel, németül: Dörfl im Burgenland, horvátul: Drfelj) Répcekőhalom-Dérföld északi településrésze Ausztriában, Burgenland tartományban, a Felsőpulyai járásban.

## Fekvése
Felsőpulyától 3 km-re délnyugatra fekszik, az 50-es úton közelíthető meg.

## Nevének eredete
Neve a német dörfl (= kis falu) főnévből származik.

## Története
A település területe egykori vaslelőhely, ahol már az i. e. 4. században folyt a barnavasérc termelése és feldolgozása. A falu közelében emelkedő „Burgstallon” egykor földvár állott, melynek sorsa nem ismert. Dérföldet 1390-ben "Derphul" néven említik először. 1397-ben "Poss. Derphel" volt a neve. Léka várának tartozéka volt, 1411-től a Kanizsaiak birtoka. Egykori várkastélyát a Nádasdyak építtették 1592-ben, 1945 után a romos épületet lebontották. Dérföld egyházilag a szomszédos Répcekőhalom filiája volt, mai temploma csak a 18. században épült.
Vályi András szerint " DERFEL. Elegyes falu Sopron Vármegyében, földes Ura Hertzeg Eszterházy Uraság, lakosai katolikusok, fekszik Kőhalomhoz mellynek filiája nem meszsze, határja nem igen jó, ’s némelly szükséges fogyatkozásai miatt, harmadik Osztálybéli "
Fényes Elek szerint "Dörfel, német falu, Sopron vármegyében, Sopronhoz 3 3/4 mfd., 650 kath. lak., malommal a Répcze vizén. Határa dombos és közép termékenységű; van 462 h. szántóföldje, 99 h. rétje, 224 1/4 kapa szőleje, 900 h. uradalmi erdeje, melly fenyő és tölgyfákból áll. Birja h. Eszterházy."
1910-ben 770, többségben német lakosa volt, jelentős magyar kisebbséggel. A trianoni békeszerződésig Sopron vármegye Felsőpulyai járásához tartozott.

## Nevezetességei
- Mihály arkangyal tiszteletére szentelt római katolikus temploma 18. századi.
- Dérföldtől nyugatra az erdőben van a Mária kútja búcsújáró kápolna, amelyet 1720-ban Esterházy Gábor építtetett, de a forrás feletti Mária-szobor már 1677-óta zarándokhely. A hagyomány szerint itt nyerte vissza látását Heydl báró szakácsa. Ezért Heydl Mátyás és felesége Szunyogh Borbála előbb egy Madonna-szobrot állított, majd kápolnát építtetett ide. A Segítő Szűzanya kegyképe 1750 körül készült. A búcsújáró-kápolna mellett van a 18. században épült barokk Oswald-kápolna, benne Mária-oltárképpel és Szent Sebestyén szobrával.
- A Dérföld melletti, a Répce által körülfolyt dombság legészakibb csúcsán a “Burgstall”-on 12. századi sáncvár maradványai látszanak.